# Колд-Спрінг-Гарбор (Нью-Йорк)
Колд-Спрінг-Гарбор (англ. Cold Spring Harbor) — переписна місцевість (CDP) в США, в окрузі Саффолк штату Нью-Йорк. Населення — 3064 особи (2020).

## Географія
Колд-Спрінг-Гарбор розташований за координатами 40°51′23″ пн. ш. 73°27′10″ зх. д. / 40.85639° пн. ш. 73.45278° зх. д. (40.856500, -73.452894).  За даними Бюро перепису населення США в 2010 році переписна місцевість мала площу 9,93 км², з яких 9,49 км² — суходіл та 0,44 км² — водойми.

## Демографія
Згідно з переписом 2010 року, у переписній місцевості мешкало 5070 осіб у 1749 домогосподарствах у складі 1409 родин. Густота населення становила 511 осіб/км².  Було 1809 помешкань (182/км²).
Расовий склад населення:
| - 95,4 % — білих - 2,3 % — азіатів - 0,7 % — чорних або афроамериканців |

До двох чи більше рас належало 1,0 %. Частка іспаномовних становила 3,8 % від усіх жителів.
За віковим діапазоном населення розподілялося таким чином: 27,1 % — особи молодші 18 років, 58,2 % — особи у віці 18—64 років, 14,7 % — особи у віці 65 років та старші. Медіана віку мешканця становила 43,8 року. На 100 осіб жіночої статі у переписній місцевості припадало 96,3 чоловіків;  на 100 жінок у віці від 18 років та старших — 92,6 чоловіків також старших 18 років.
Середній дохід на одне домашнє господарство  становив 218 923 долари США (медіана — 157 143), а середній дохід на одну сім'ю — 235 565 доларів (медіана — 177 000). Медіана доходів становила 120 694 долари для чоловіків та 77 348 доларів для жінок. За межею бідності перебувало 1,6 % осіб, у тому числі 0,0 % дітей у віці до 18 років та 4,4 % осіб у віці 65 років та старших.
Цивільне працевлаштоване населення становило 2578 осіб. Основні галузі зайнятості: освіта, охорона здоров'я та соціальна допомога — 22,4 %, науковці, спеціалісти, менеджери — 19,9 %, фінанси, страхування та нерухомість — 17,6 %.